# N/T Colonial
O N/T Colonial foi um paquete pertencente à Companhia Colonial de Navegação (CCC) que esteve ao serviço desta empresa entre 1929 e 1950 na Carreira de África e esporadicamente na Carreira da América do Sul.

## História

### Construção
Foi construído em 1908 nos estaleiros navais Germania da Krupp em Kiel, na Alemanha, sob encomenda da Hamburg-Amerikanischen Packetfahrt-Actien-Gesellschaft (HAPAG), também conhecida por Hamburg-America Line. Batizado com o nome de "Ypiranga", deslocava 8 103 toneladas a 13.5 nós, tinha uma chaminé e dois mastros. À época foi construído um navio-gémeo, o "Corcovado", que tal como o "Ypiranga" viria a ser adquirido pela CCC, que o baptizaria com o nome Mousinho.

### A serviço do Império Alemão
Desde o inicio da carreira, ambas as embarcações revelaram ser extremamente instáveis em alto-mar. Essa falha foi sanada através da montagem de quatro tanques de lastro no convés superior de cada uma, no costado junto a ambos os mastros, ligados por um passadiço.
A correção resultou um sucesso e ambos os navios revelaram ser muito estáveis, mesmo em condições adversas de ondulação.
O "Ypiranga" foi colocado na linha Alemanha-México. Em abril de 1914 transportava um carregamento de armas destinadas às forças do então presidente do México, Victoriano Huerta, que no ano anterior tinha deposto e assassinado o seu antecessor, Francisco I. Madero. O Governo do presidente dos Estados Unidos, William Howard Taft impôs um embargo de armas ao México e o Exército dos Estados Unidos ocupou o porto de Vera Cruz. Ao chegar a esse porto, o "Ypiranga" foi inspeccionado pelos americanos que, ao encontrarem as armas, arrestaram a embarcação. Entretanto, como não havia sido declarado qualquer estado de guerra, os americanos foram obrigados a libertar o navio que se dirigiu para Puerto Mexico onde descarregou o armamento.

### A serviço da Grã-Bretanha
Com o fim da Primeira Guerra Mundial e a assinatura do Tratado de Versalhes, a embarcação foi entregue em 1919, como reparação de guerra à Grã-Bretanha, vindo a ser utilizado a serviço da White Star Line no repatriamento de tropas australianas. Após essa comissão, a embarcação passou o ano de 1920 atracada até que, em 1921 foi adquirido pela empresa Anchor Line. Sofreu então importantes reparações e alterações, sendo rebatizado como "Assyria" e colocado na linha para Nova Iorque, na qual operou até 1925, quando foi transferido para a linha da Índia, na qual operou até 1929, momento em que foi adquirido pela CCC, vindo a ser repatizado agora como "Colonial".

### A serviço de Portugal
Sob a bandeira Portuguesa o "Colonial" navegou sobretudo nas linhas de África, com destino a Angola e Moçambique (onde operou com o seu irmão gémeo, o N/T Mouzinho) e, ocasionalmente, ao Oriente (Timor).
A 17 de junho de 1939 zarpou de Lisboa, transportando a bordo o então Presidente da República, Óscar Carmona, em visita de Estado a Angola, Moçambique e África do Sul, tendo retornado a Lisboa a 12 de Setembro de 1939. 
No inicio da Segunda Guerra Mundial foi também colocado na linha do Brasil, até à entrada ao serviço do N/T Serpa Pinto.
Em setembro de 1950 foi vendido à British Iron & Steel Corporation, tendo sido rebatizado como "Brisco 9". A 17 de setembro de 1950, quando estava a ser rebocado para a demolição, desprendeu-se do reboque e encalhou perto de Campbeltown.